# 헨리크 달스고르
헨리크 달스고르(덴마크어: Henrik Dalsgaard, 1989년 7월 27일 ~ )는 덴마크의 축구 선수로, 현재 덴마크 수페르리가의 FC 미트윌란에서 라이트 백으로 뛰고 있다.
달스고르는 고국에서 AaB로 프로 경력을 시작했으며, AaB와 함께 2013-14 시즌에 덴마크 리그와 컵 더블 우승을 차지했다. 그는 2015년 줄테 와레젬으로 이적했고 클럽에서 두 시즌 중 두 번째 시즌에 벨기에 컵에서 우승했다. 2017년에는 챔피언십 클럽 브렌트포드와 함께 잉글랜드로 이적했고, 2021년에는 프리미어 리그로 승격된 브렌트포드 스쿼드의 일원이었다. 떠난 후 달스고르는 FC 미드질랜드 및 AGF와 함께 덴마크 슈퍼리가로 돌아 왔다. 달스고르는 전직 덴마크 국가대표이자 덴마크의 2018년 월드컵 대표팀의 일원이었다.